# ベル多項式
組合せ数学におけるベル多項式（ベルたこうしき、英: Bell polynomials）とは、エリック・テンプル・ベルの名に因む、次の多項式で与えられる三角形配列のことである。
{\displaystyle B_{n,k}(x_{1},x_{2},\dots ,x_{n-k+1})}
{\displaystyle :=\sum {\frac {n!}{\prod \limits _{i=1}^{n-k+1}j_{i}!}}\prod _{i=1}^{n-k+1}{\left({\frac {x_{i}}{i!}}\right)^{j_{i}}}}
ただしこの和は、
{\displaystyle \sum _{i=1}^{n-k+1}j_{i}=k\land \sum _{i=1}^{n-k+1}ij_{i}=n}
を満たすすべての非負整数の列 j1, j2, j3, …, jn−k+1 について取られている。

## 完全ベル多項式
次の和
{\displaystyle B_{n}(x_{1},\dots ,x_{n})=\sum _{k=1}^{n}B_{n,k}(x_{1},x_{2},\dots ,x_{n-k+1})}
はしばしば n 次完全ベル多項式と呼ばれる。それらと比較するために、上で定義された多項式 Bn,k はしばしば「部分」ベル多項式と呼ばれる。
完全ベル多項式は次の等式を満たす。
{\displaystyle B_{n}(x_{1},\dots ,x_{n})=\det {\begin{bmatrix}x_{1}&{n-1 \choose 1}x_{2}&{n-1 \choose 2}x_{3}&{n-1 \choose 3}x_{4}&{n-1 \choose 4}x_{5}&\cdots &\cdots &x_{n}\\\\-1&x_{1}&{n-2 \choose 1}x_{2}&{n-2 \choose 2}x_{3}&{n-2 \choose 3}x_{4}&\cdots &\cdots &x_{n-1}\\\\0&-1&x_{1}&{n-3 \choose 1}x_{2}&{n-3 \choose 2}x_{3}&\cdots &\cdots &x_{n-2}\\\\0&0&-1&x_{1}&{n-4 \choose 1}x_{2}&\cdots &\cdots &x_{n-3}\\\\0&0&0&-1&x_{1}&\cdots &\cdots &x_{n-4}\\\\0&0&0&0&-1&\cdots &\cdots &x_{n-5}\\\\\vdots &\vdots &\vdots &\vdots &\vdots &\ddots &\ddots &\vdots \\\\0&0&0&0&0&\cdots &-1&x_{1}\end{bmatrix}}.}

## 組合せ論的な意味

### 例
例えば、次が得られる。
{\displaystyle B_{6,2}(x_{1},x_{2},x_{3},x_{4},x_{5})=6x_{5}x_{1}+15x_{4}x_{2}+10x_{3}^{2}.}
なぜならば
6 の集合を 5 + 1 に分割する方法は 6 通り
6 の集合を 4 + 2 に分割する方法は 15 通り
6 の集合を 3 + 3 に分割する方法は 10 通り
だからである。同様に
{\displaystyle B_{6,3}(x_{1},x_{2},x_{3},x_{4})=15x_{4}x_{1}^{2}+60x_{3}x_{2}x_{1}+15x_{2}^{3}}
が得られる。なぜならば
6 の集合を 4 + 1 + 1 に分割する方法は 15 通り
6 の集合を 3 + 2 + 1 に分割する方法は 60 通り
6 の集合を 2 + 2 + 2 に分割する方法は 15 通り
だからである。

## 性質
- {\displaystyle B_{n,k}(1!,2!,\dots ,(n-k+1)!)={\binom {n}{k}}{\binom {n-1}{k-1}}(n-k)!}

### スターリング数
ベル多項式 Bn,k(x1,x2, …) のすべての x が 1 に等しいときの値は、第二種スターリング数である。すなわち
{\displaystyle B_{n,k}(1,1,\dots )=S(n,k)=\left\{{n \atop k}\right\}}
である。

### 畳み込みの等式
数列 xn, yn, n = 1, 2, …, に対し、ある種の畳み込みを次のように定める。
{\displaystyle (x\diamondsuit y)_{n}=\sum _{j=1}^{n-1}{n \choose j}x_{j}y_{n-j}}.
ここで直和の上下限は 0 と n ではなく、1 と n− 1 であることに注意されたい。
{\displaystyle x_{n}^{k\diamondsuit }\,} を次の列の第 n 番目の項とする。
{\displaystyle \displaystyle \underbrace {x\diamondsuit \cdots \diamondsuit x} _{k\ \mathrm {factors} }.}
このとき、次が成り立つ。
{\displaystyle B_{n,k}(x_{1},\dots ,x_{n-k+1})={x_{n}^{k\diamondsuit } \over k!}.\,}
例えば、{\displaystyle B_{4,3}(x_{1},x_{2})} を計算する。このとき
{\displaystyle x=(x_{1}\ ,\ x_{2}\ ,\ x_{3}\ ,\ x_{4}\ ,\dots )}
{\displaystyle x\diamondsuit x=(0,\ 2x_{1}^{2}\ ,\ 6x_{1}x_{2}\ ,\ 8x_{1}x_{3}+6x_{2}^{2}\ ,\dots )}
{\displaystyle x\diamondsuit x\diamondsuit x=(0\ ,\ 0\ ,\ 6x_{1}^{3}\ ,\ 36x_{1}^{2}x_{2}\ ,\dots )}
であるため、
{\displaystyle B_{4,3}(x_{1},x_{2})={\frac {(x\diamondsuit x\diamondsuit x)_{4}}{3!}}=6x_{1}^{2}x_{2}}
となる。

## ベル多項式の応用

### ファー・ディ・ブルーノの公式
ベル多項式を用いることで、ファー・ディ・ブルーノの公式は次のように書き表すことができる。
{\displaystyle {d^{n} \over dx^{n}}f(g(x))=\sum _{k=1}^{n}f^{(k)}(g(x))B_{n,k}\left(g'(x),g''(x),\dots ,g^{(n-k+1)}(x)\right).}
同様に、冪級数版のファー・ディ・ブルーノの公式も、ベル多項式を用いて次のように表すことができる。今
{\displaystyle f(x)=\sum _{n=1}^{\infty }{a_{n} \over n!}x^{n}\qquad \mathrm {and} \qquad g(x)=\sum _{n=1}^{\infty }{b_{n} \over n!}x^{n}}
とすれば、
{\displaystyle g(f(x))=\sum _{n=1}^{\infty }{\sum _{k=1}^{n}b_{k}B_{n,k}(a_{1},\dots ,a_{n-k+1}) \over n!}x^{n}}
となる。特に、完全ベル多項式は、形式的冪級数の指数関数の中に、次のように現れる。
{\displaystyle \exp \left(\sum _{n=1}^{\infty }{a_{n} \over n!}x^{n}\right)=\sum _{n=0}^{\infty }{B_{n}(a_{1},\dots ,a_{n}) \over n!}x^{n}.}

### モーメントとキュムラント
次の和
{\displaystyle B_{n}(\kappa _{1},\dots ,\kappa _{n})=\sum _{k=1}^{n}B_{n,k}(\kappa _{1},\dots ,\kappa _{n-k+1})}
は、初めの n 個のキュムラントが κ1, …, κn であるような確率分布の n 次モーメントである。言い換えると、n 次モーメントとは初めの n 個のキュムラントによって評価される n 次完全ベル多項式である。

### 二項型の多項式列による表現
任意のスカラー列 a1, a2, a3, … に対し、次を定める。
{\displaystyle p_{n}(x)=\sum _{k=1}^{n}B_{n,k}(a_{1},\dots ,a_{n-k+1})x^{k}.}
このとき、この多項式列は二項型多項式列である。すなわち、二項等式
{\displaystyle p_{n}(x+y)=\sum _{k=0}^{n}{n \choose k}p_{k}(x)p_{n-k}(y)}
が n ≥ 0 に対して成立する。実際、次の結果が得られる。
定理 すべての二項型の多項式列はこの形式で表現できる。
今
{\displaystyle h(x)=\sum _{n=1}^{\infty }{a_{n} \over n!}x^{n}}
とすれば、冪級数を純粋に形式的に取ることで、すべての n に対し
{\displaystyle h^{-1}\left({d \over dx}\right)p_{n}(x)=np_{n-1}(x)}
が成り立つ。

## ソフトウェア
- ベル多項式、完全ベル多項式および一般化ベル多項式は、Mathematicaにおいては BellY[1] で、Maple においては BellB[2] で、Sage においては bell_polynomial[3] で計算することができる。